# カザボーナ
カザボーナ（イタリア語: Casabona）は、イタリア共和国カラブリア州クロトーネ県にある、人口約2,600人の基礎自治体（コムーネ）。

## 地理

### 位置・広がり

#### 隣接コムーネ
隣接するコムーネは以下の通り。
- ベルヴェデーレ・ディ・スピネッロ
- カステルシラーノ
- メリッサ
- パッラゴリーオ
- ロッカ・ディ・ネート
- サン・ニコーラ・デッラルト
- ストロンゴリ
- ヴェルツィーノ

## 行政

### 分離集落
カザボーナには、以下の分離集落（フラツィオーネ）がある。
- Montagnapiana, Santa Maria, Simma, Zinga